# 中华人民共和国第二届少数民族传统体育运动会
中华人民共和国第二届少数民族传统体育运动会于1982年9月2-8日在内蒙古自治区的呼和浩特市举办。共有來自全国29个省、自治区、直辖市55个少数民族的593名运动员参加本届赛事。比赛项目有射箭邀请赛和中国式摔跤2项；表演项目68项。